# Svaz stráže svobody
Svaz stráže svobody, známý též jako Stráž svobody, byla československá polovojenská a tělovýchovná organizace existující v letech 1932 až 1939. Politicky přináležela k Československé straně národně socialistické. Organizace jejíž účelem byla především příprava na vojenskou službu a zvýšenní obranyschopnosti Československa byla pojmenována po původně sokolských revolučních Plucích Stráže svobody z let 1918 až 1919.

## Činnost
Po vzniku organizace v roce 1932 se prvním předsedou stal Jaroslav Motyčka. Organizace byla československým ministerstvem vnitra oficiálně schválena 11. srpna 1933. Organizační struktura se dělila na místní župy. Vrcholnou akcí svazu byl výroční hlavní straz. Náplní organizace byla příprava na vojenskou službu, ochranná služba stranických akcí národně socialistické strany a organizace nejrůznějších sportovních a kulturních akcí. Organizace úzce spolupracovala s dalšími složkami strany, jako byla skautská organizace Československá obec junáků volnosti. Organizace také úzce spolupracovala s místními jednotami Sokola. V rámci svazu působily i cyklistické a ženské oddíly. Strážné sbory nosily zelené uniformy v mužských i ženských variantách. Členové svazu měli také vlastní cvičební kroje. Značná část činnosti organizace se zaměřovala na pohraniční německé oblasti. Tam se její činnost se zaměřovala na obranu proti sudetoněmeckým organizacím jako byl Freiwilliger Schutzdienst či Sudetoněmecký sbor dobrovolníků.

## Zánik
Po přijetí Mnichovské dohody v září 1938 a okupaci pohraničí, byla řada představitelů organizace žijících v pohraničí perzekuována Gestapem. Po sjednocení většiny strany ve Straně národní jednoty si organizace zachovala samostatnost. Po německé okupaci a vzniku Protektorátu Čechy a Morava v březnu 1939 byla rozpuštěna. Řada členů organizace se poté zapojila do odboje, mezi nimi například náčelník Josef Nestával, který působil v podzemní organizaci Obrana národa.

## Symbolika

Vlajka Svazu stráže svobody

### Odznak Svazu stráže svobody
Odznakem svazu byly písmena SS na lipové ratolesti.

### Hymna Svazu stráže svobody
Prapore naší síly, červenomodrobílý:
leť vzhůru, nad námi vlaj!
Jdem' na rtech s písní hrdou,
zaťatou pěstí tvrdou:
Na stráž! Na stráž! Na stráž!
Štít republiky!
Na stráž! Na stráž! Na stráž!
Demokracie!
Nepřátel se nebojme,
na množství jich nehleďme!
Za rovnost v národě v boj!
Ať v cestě kdo chce stojí,
jdem' vpřed, hotovi k boji:
Na stráž! Na stráž! Na stráž!
Štít republiky!
Na stráž! Na stráž! Na stráž!
Socialismu!